# Nguyễn Trần Diệu Thúy
 (mai 2021).
La mise en forme du texte ne suit pas les recommandations de Wikipédia : il faut le « wikifier ».
Les points d'amélioration suivants sont les cas les plus fréquents. Le détail des points à revoir est peut-être précisé sur la page de discussion.
- Les titres sont pré-formatés par le logiciel. Ils ne sont ni en capitales, ni en gras.
- Le texte ne doit pas être écrit en capitales (les noms de famille non plus), ni en gras, ni en italique, ni en « petit »…
- Le gras n'est utilisé que pour surligner le titre de l'article dans l'introduction, une seule fois.
- L'italique est rarement utilisé : mots en langue étrangère, titres d'œuvres, noms de bateaux, etc.
- Les citations ne sont pas en italique mais en corps de texte normal. Elles sont entourées par des guillemets français : « et ».
- Les listes à puces sont à éviter, des paragraphes rédigés étant largement préférés. Les tableaux sont à réserver à la présentation de données structurées (résultats, etc.).
- Les appels de note de bas de page (petits chiffres en exposant, introduits par l'outil «  Source ») sont à placer entre la fin de phrase et le point final[comme ça].
- Les liens internes (vers d'autres articles de Wikipédia) sont à choisir avec parcimonie. Créez des liens vers des articles approfondissant le sujet. Les termes génériques sans rapport avec le sujet sont à éviter, ainsi que les répétitions de liens vers un même terme.
- Les liens externes sont à placer uniquement dans une section « Liens externes », à la fin de l'article. Ces liens sont à choisir avec parcimonie suivant les règles définies. Si un lien sert de source à l'article, son insertion dans le texte est à faire par les notes de bas de page.
- La présentation des références doit suivre les conventions bibliographiques. Il est recommandé d'utiliser les modèles {{Ouvrage}}, {{Chapitre}}, {{Article}}, {{Lien web}} et/ou {{Bibliographie}}. Le mode d'édition visuel peut mettre en forme automatiquement les références.
- Insérer une infobox (cadre d'informations à droite) n'est pas obligatoire pour parachever la mise en page.

Pour une aide détaillée, merci de consulter Aide:Wikification.
Si vous pensez que ces points ont été résolus, vous pouvez retirer ce bandeau et améliorer la mise en forme d'un autre article.
 (mai 2021).
Le contenu est difficilement compréhensible vu les erreurs de traduction, qui sont peut-être dues à l'utilisation d'un logiciel de traduction automatique.
Nguyễn Trần Diệu Thúy (née le 9 décembre 1989), mieux connue sous le nom de Tyra Diệu Thuý, est un mannequin et actrice vietnamienne, maintenant copilote travaillant pour Bamboo Airways. Elle est premier officier chez Bamboo Airways, où elle a été la première femme pilote et où elle restera la seule femme pilote jusqu'en 2020.

## Biographie
Née le 9 décembre 1989 à Quảng Trị, Nguyễn Trần Diệu Thúy ressort diplômée de l'université Ton Duc Thang, avec une spécialisation dans le domaine de l'ingénierie de l'environnement et du travail,. En 2008, elle débute dans l'industrie du divertissement vietnamien à travers le concours Hot Vteen et est devenue bien connue comme la plus excellente candidate en danse classique sans formation professionnelle. En raison de l'impression qu'elle a faite pendant le concours, elle a ensuite été invitée au film La beauté chaque centimètre[Quoi ?] du réalisateur Vu Ngoc Dang. Pendant ce temps, elle a également participé et a reçu quelques prix dans certains petits concours de beauté, devenant ainsi un modèle photo pour plusieurs magazines pour adolescents.

### Carrière par intérim
Le premier drame de Tyra Diệu Thuý était Une pente brumeuse (en vietnamien : Dốc sương mù). Ce drame portait sur l'amour romantique, sur l'amour humain dans les hauts plateaux du centre, diffusé sur QTV, HTV et VTV9,,. Après avoir été diffusé, Dieu Thuy a été remarqué par l'image d'une jeune fille ethnique douce à la beauté claire[Quoi ?]. Ce drame mettait en vedette Tyra Diệu Thuý et un mannequin nommé Duc Tien, ce qui a été une étape importante dans sa carrière d'actrice. Plus tard, Tyra Diệu Thuý est souvent appelé actrice Une pente brumeuse[Quoi ?].
Après avoir été Miss Sunplay, Tyra Diệu Thuý a fait forte impression[Interprétation personnelle ?] dans le rôle de Le dans le drame La légende du 1C (vietnamien : Huyền thoại 1C) - un film qui recrée la vie et le processus de combat acharné de jeunes volontaires sur le champ de bataille du sud-ouest de la guerre du Vietnam dans les années 1960,. Ce drame a été diffusé sur la chaîne HTV9 en 2012 et VTV1 en 2013,. Dieu Thuy est devenue plus populaire en raison de sa beauté et de son personnage dans le film.
En 2012, grâce au succès du film Une pente brumeuse, Dieu Thuy a été invité par le réalisateur Hoang Trung à jouer le film policier Les tempêtes de la vie (vietnamien : Những mảnh đời giông bão) avec le rôle d'An Lanh - une fille orpheline mais forte, puis est devenue un policier capable de lire dans les pensées du suspect. La série diffusée sur HTV9 est le premier film d'un studio privé à être diffusé pendant la plage horaire principale du film par TFS. Après cela, elle a continué à jouer dans de nombreux autres films tels que The Maid (vietnamien : Người giúp việc), Pièce noire (vietnamien : Đồng tiền đen), Sur l'autre rive (vietnamien : Bên kia sông). Les films auxquels elle participe ont la présence de nombreux artistes célèbres, en particulier la série Across the River avec la participation de nombreux artistes d'élite tels que Viet Anh, Ta Minh Tam, Tuyet Thu, My Uyen, Hanh Thuy.

### Pilote
Après avoir terminé le drame L'Argent noir (en vietnamien : Đồng tiền đen) en 2013, Diệu Thúy a tenu la promesse qu'elle avait faite à ses parents de reprendre ses études à l'université, elle a donc abandonné sa carrière d'actrice et est devenue ingénieur en sécurité pour une entreprise de meubles à Bình Dương,. Cependant, au cours des premiers mois de 2014, elle a décidé de quitter son emploi. Au cours de son voyage d'expérience, elle a postulé et est devenue hôtesse de l'air pour Etihad Airways des Émirats arabes unis. Après deux ans à faire ce travail, elle a décidé d'étudier et est devenue pilote.
En juin 2016, Diệu Thúy est revenue au Viêt Nam et a passé un examen d'entrée à la formation au vol (vietnamien : Trường Phi công Bay Việt). Après cela, elle a décidé d'aller aux États-Unis pour apprendre la pratique du vol et a obtenu son diplôme en février 2018. Tyra Diệu Thúy est la première actrice vietnamienne à devenir pilote, Pendant le temps où elle a exercé en Amérique, elle a obtenu son diplôme plus tôt que prévu et est devenue pilote commerciale Twin Engine. Jusqu'en mai 2018, elle a décidé de retourner dans son pays d'origine, le Vietnam, pour chercher des opportunités de devenir pilote de compagnie aérienne Jusqu'en 2019, elle est devenue la première femme pilote au Vietnam de Bamboo Airways qui venait d'être fondée à l'époque,. Selon VnExpress, actuellement, au Viêt Nam, il n'y a qu'une vingtaine de femmes pilotes comme Tyra Diệu Thúy.

## Vie privée
Selon des entretiens personnels, Diệu Thúy a déclaré que sa famille n'est qu'une famille ordinaire dans les campagnes pauvres et que ses parents étaient tous deux enseignants à la retraite. Au cours de ses études et de son travail aux États-Unis, elle a rencontré Antoine Aubry – un directeur d'hôtel en France né en 1980. Leur mariage a eu lieu en août 2018 à Quảng Trị, ce qui a attiré l'attention de la presse et des lecteurs, Selon Diệu Thúy, son mari n'est qu'un homme d'affaires ordinaire, pas un « riche » comme le prétend la rumeur Cependant, selon une interview en mars 2021, elle a déclaré qu'en raison du travail, ils étaient « redevenus amis » et qu'elle était célibataire depuis plus d'un an.

## Hommages
Bien que les deux métiers principaux de Diệu Thúy ne soient pas liés à ses majors, mais dans les deux postes d'acteur et de pilote, Diệu Thúy a reçu les éloges des gens de la profession. Pendant le processus d'enregistrement de la Légende de 1C, Diệu Thúy a dû s'immerger seule dans la vie de jeunes volontaires pendant la guerre, elle n'avait pas peur de la difficulté lors du tournage, elle a donc reçu un compliment sur « d'acquérir le métier vite, cool, prometteur » du réalisateur Nguyen Thanh Van.

Le capitaine Nguyen Nam Lien, directeur de l'Institution de formation au pilotage du Viet a un jour déclaré en parlant de Diệu Thúy : 

« J'admire beaucoup Thuy parce qu'elle vient du showbiz, un milieu si elle ne montrait pas la volonté ou ne suivait pas sa raison, elle ne pourrait pas suivre le dur parcours de devenir pilote. Bien qu'elle ait ensuite travaillé comme agent de bord pour une compagnie aérienne leader dans le monde, pour elle, ce temps était juste d'accumuler de l'argent pour devenir pilote. »

## Concours de beauté
| Année | Concours                      | Récompense         | Source |
| ----- | ----------------------------- | ------------------ | ------ |
| 2009  | 21th Century Elegant Students | Miss Hospitability | [ 34 ] |
| 2010  | Miss Cherry Blossom           | Miss Ao Dai        | [ 35 ] |
| 2011  | Miss Sunplay                  | Lauréat            | ,      |

## Filmographie
- 2011 : Une pente brumeuse (Dốc sương Mù) : H'Mây[6],[7]
- 2012 : La légende du 1C (Huyền thoại 1C) : Lê[15],[38],[39]
- 2012 : Les tempêtes de la vie (Những mảnh đời giông bão) : An Lành[40],[41]
- 2013 : Sur l'autre rive (Bên kia sông) : Minh Khuê[42],[43]
- 2013 : La femme de chambre (Người giúp việc) : Thắm[44],[45]
- 2014 : La pièce noire (Đồng tiền đen) : Ánh Ngọc[46],[47]